# フェンロー包囲戦 (1793年)
フェンロー包囲戦（フェンローほういせん、オランダ語: Beleg van Venlo）はフランス革命戦争中の1793年、フランス第一共和政による、ネーデルラント連邦共和国領フェンローの包囲。

## 経過
フランス軍はまず1792年12月17日にブレリックを落とした後、1793年2月12日にシント＝ミヒール砦を占領した。そのすぐ後に市街地の占領が試みたが、プロイセン王国が最後の最後に（フェンローがオーストリア領だったにもかかわらず）兵士5千を市内に入れたため、市街地の占領は失敗した。フランスは1792年にプロイセンとオーストリアの両方に宣戦布告していた。1793年3月のネールウィンデンの戦いでシャルル・フランソワ・デュムーリエ率いるフランス軍が敗北したため、デュムーリエはフェンロー市の包囲を一時中断せざるを得なかった。
1年半後、今度はフランソワ・バルテルミー・ギヨーム・ローラン将軍がフェンロー市を包囲した。数週間にわたる包囲の後、フェンロー市は1794年10月26日に降伏した。ほぼ1年後の1795年10月1日、フェンロー市民は正式にフランス市民になり、下ムーズ県に編入された。
フェンロー市が陥落したのは1794年のことだったが、シント＝ミヒール砦がフェンロー領だったため、包囲戦の年は一般的には1793年とされる。